# Giải vô địch bóng đá trong nhà thế giới 1992
Giải vô địch bóng đá trong nhà thế giới 1992 được tổ chức tại Hồng Kông. Đây là lần thứ hai giải vô địch thế giới được tổ chức dưới sự quản lý của cơ quan điều hành bóng đá thế giới.

## Vòng loại

### Các quốc gia vượt qua vòng loại
| Giải đấu                                           | Ngày                   | Địa điểm    | Số lượng | Đội tuyển                                    |
| -------------------------------------------------- | ---------------------- | ----------- | -------- | -------------------------------------------- |
| Chủ nhà                                            |                        |             | 1        | Hồng Kông                                    |
| Vòng loại khu vực CAF                              |                        |             | 1        | Nigeria                                      |
| Vòng loại khu vực CONCACAF                         |                        |             | 2        | Hoa Kỳ · Costa Rica                          |
| Vòng loại khu vực AFC                              | 1–3 tháng 5 năm 1992   | Hong Kong   | 2        | Iran · Trung Quốc                            |
| Copa América - FIFA Futsal 1992                    | 1992                   | Brasil      | 3        | Brasil · Argentina · Paraguay                |
| Giải vô địch bóng đá trong nhà châu Đại Dương 1992 | 15-20 tháng 6 năm 1992 | Úc          | 1        | Úc                                           |
| Vòng loại khu vực UEFA                             | 1992                   | Tây Ban Nha | 6        | Tây Ban Nha · Ba Lan · Ý · Nga · Hà Lan · Bỉ |
| Tổng cộng                                          |                        |             | 16       |                                              |

## Địa điểm thi đấu
| Hồng Kông                                | Hồng Kông                                           |
| ---------------------------------------- | --------------------------------------------------- |
| Hồng Khám                                | Tiêm Sa Chủy                                        |
| Đại hý trường Hồng Kông Sức chứa: 10,500 | Trung tâm Thể thao Công viên Cửu Long Sức chứa: 500 |
| Hong Kong Coliseum                       | Kowloon Park Sports Center                          |

## Danh sách cầu thủ tham dự
Mỗi đội tuyển được đăng ký 12 cầu thủ, bao gồm hai thủ môn.

## Trọng tài
| Liên đoàn | Trọng tài                  |
| --------- | -------------------------- |
| CONMEBOL  | Manoel Filha Serapiao      |
| CONMEBOL  | Hernán Silva               |
| CONMEBOL  | Sabino Farina Céspedes     |
| CAF       | Ali Hussein Mousa          |
| CONCACAF  | Jorge G. Cantillano Castro |
| OFC       | Kenneth Wallace            |

| Liên đoàn | Trọng tài                    |
| --------- | ---------------------------- |
| AFC       | Samuel Chan Yam Ming         |
| AFC       | Hossein Asgari               |
| UEFA      | Carlos Alberto Silva Valente |
| UEFA      | Vaclav Krondl                |
| UEFA      | Juan Ansuategui Roca         |
| UEFA      | Laszlo Vagner                |

## Vòng bảng & đấu loại trực tiếp
16 được chia thành bốn bảng, mỗi bảng bốn đội.

### Vòng một

#### Bảng A
| Đội       | Trận | T | H | B | BT | BB | HS | Điểm |
| --------- | ---- | - | - | - | -- | -- | -- | ---- |
| Argentina | 3    | 3 | 0 | 0 | 11 | 5  | +6 | 6    |
| Ba Lan    | 3    | 2 | 0 | 1 | 11 | 9  | +2 | 4    |
| Hồng Kông | 3    | 1 | 0 | 2 | 7  | 7  | 0  | 2    |
| Nigeria   | 3    | 0 | 0 | 3 | 7  | 15 | -8 | 0    |

| Ba Lan | 4–2      | Hồng Kông |
| ------ | -------- | --------- |
|        | Chi tiết |           |

| Argentina | 6–2      | Nigeria |
| --------- | -------- | ------- |
|           | Chi tiết |         |

| Argentina | 2–1      | Hồng Kông |
| --------- | -------- | --------- |
|           | Chi tiết |           |

| Ba Lan | 5–4      | Nigeria |
| ------ | -------- | ------- |
|        | Chi tiết |         |

| Hồng Kông | 4–1      | Nigeria |
| --------- | -------- | ------- |
|           | Chi tiết |         |

| Argentina | 3–2      | Ba Lan |
| --------- | -------- | ------ |
|           | Chi tiết |        |

#### Bảng B
| Đội      | Trận | T | H | B | BT | BB | HS | Điểm |
| -------- | ---- | - | - | - | -- | -- | -- | ---- |
| Iran     | 3    | 2 | 0 | 1 | 18 | 13 | +5 | 4    |
| Hà Lan   | 3    | 2 | 0 | 1 | 7  | 7  | 0  | 4    |
| Ý        | 3    | 1 | 0 | 2 | 15 | 16 | -1 | 2    |
| Paraguay | 3    | 1 | 0 | 2 | 14 | 18 | -4 | 2    |

| Hà Lan | 2–1      | Iran |
| ------ | -------- | ---- |
|        | Chi tiết |      |

| Ý | 7–5      | Paraguay |
| - | -------- | -------- |
|   | Chi tiết |          |

| Iran | 7–5      | Ý |
| ---- | -------- | - |
|      | Chi tiết |   |

| Paraguay | 3–1      | Hà Lan |
| -------- | -------- | ------ |
|          | Chi tiết |        |

| Hà Lan | 4–3      | Ý |
| ------ | -------- | - |
|        | Chi tiết |   |

| Iran | 10–6     | Paraguay |
| ---- | -------- | -------- |
|      | Chi tiết |          |

#### Bảng C
| Đội        | Trận | T | H | B | BT | BB | HS  | Điểm |
| ---------- | ---- | - | - | - | -- | -- | --- | ---- |
| Brasil     | 3    | 3 | 0 | 0 | 23 | 1  | +22 | 6    |
| Bỉ         | 3    | 2 | 0 | 1 | 8  | 8  | 0   | 4    |
| Úc         | 3    | 1 | 0 | 2 | 9  | 11 | -2  | 2    |
| Costa Rica | 3    | 0 | 0 | 3 | 9  | 29 | -20 | 0    |

| Brasil | 3–0      | Úc |
| ------ | -------- | -- |
|        | Chi tiết |    |

| Bỉ | 6–2      | Costa Rica |
| -- | -------- | ---------- |
|    | Chi tiết |            |

| Brasil | 15–1     | Costa Rica |
| ------ | -------- | ---------- |
|        | Chi tiết |            |

| Bỉ | 2–1      | Úc |
| -- | -------- | -- |
|    | Chi tiết |    |

| Úc | 8–6      | Costa Rica |
| -- | -------- | ---------- |
|    | Chi tiết |            |

| Brasil | 5–0      | Bỉ |
| ------ | -------- | -- |
|        | Chi tiết |    |

#### Bảng D
| Đội         | Trận | T | H | B | BT | BB | HS  | Điểm |
| ----------- | ---- | - | - | - | -- | -- | --- | ---- |
| Tây Ban Nha | 3    | 2 | 1 | 0 | 18 | 15 | +3  | 5    |
| Hoa Kỳ      | 3    | 2 | 0 | 1 | 18 | 9  | +9  | 4    |
| Nga         | 3    | 1 | 1 | 1 | 20 | 16 | +4  | 3    |
| Trung Quốc  | 3    | 0 | 0 | 3 | 7  | 23 | -16 | 0    |

| Tây Ban Nha | 6–5      | Trung Quốc |
| ----------- | -------- | ---------- |
|             | Chi tiết |            |

| Hoa Kỳ | 8–3      | Nga |
| ------ | -------- | --- |
|        | Chi tiết |     |

| Nga | 10–1     | Trung Quốc |
| --- | -------- | ---------- |
|     | Chi tiết |            |

| Tây Ban Nha | 5–3      | Hoa Kỳ |
| ----------- | -------- | ------ |
|             | Chi tiết |        |

| Tây Ban Nha | 7–7      | Nga |
| ----------- | -------- | --- |
|             | Chi tiết |     |

| Hoa Kỳ | 7–1      | Trung Quốc |
| ------ | -------- | ---------- |
|        | Chi tiết |            |

### Vòng hai

#### Bảng E
| Đội       | Trận | T | H | B | BT | BB | HS  | Điểm |
| --------- | ---- | - | - | - | -- | -- | --- | ---- |
| Brasil    | 3    | 2 | 1 | 0 | 13 | 4  | +9  | 5    |
| Hoa Kỳ    | 3    | 1 | 2 | 0 | 11 | 8  | +3  | 4    |
| Hà Lan    | 3    | 1 | 1 | 1 | 8  | 10 | -2  | 3    |
| Argentina | 3    | 0 | 0 | 3 | 5  | 15 | -10 | 0    |

| Brasil | 2–2      | Hoa Kỳ |
| ------ | -------- | ------ |
|        | Chi tiết |        |

| Hà Lan | 4–1      | Argentina |
| ------ | -------- | --------- |
|        | Chi tiết |           |

| Brasil | 5–1      | Argentina |
| ------ | -------- | --------- |
|        | Chi tiết |           |

| Hoa Kỳ | 3–3      | Hà Lan |
| ------ | -------- | ------ |
|        | Chi tiết |        |

| Hoa Kỳ | 6–3      | Argentina |
| ------ | -------- | --------- |
|        | Chi tiết |           |

| Brasil | 6–1      | Hà Lan |
| ------ | -------- | ------ |
|        | Chi tiết |        |

#### Bảng F
| Đội         | Trận | T | H | B | BT | BB | HS | Điểm |
| ----------- | ---- | - | - | - | -- | -- | -- | ---- |
| Iran        | 3    | 3 | 0 | 0 | 10 | 4  | +6 | 6    |
| Tây Ban Nha | 3    | 2 | 0 | 1 | 14 | 10 | +4 | 4    |
| Bỉ          | 3    | 1 | 0 | 2 | 9  | 10 | -1 | 2    |
| Ba Lan      | 3    | 0 | 0 | 3 | 4  | 13 | -9 | 0    |

| Iran | 2–0      | Ba Lan |
| ---- | -------- | ------ |
|      | Chi tiết |        |

| Tây Ban Nha | 5–3      | Bỉ |
| ----------- | -------- | -- |
|             | Chi tiết |    |

| Iran | 4–2      | Tây Ban Nha |
| ---- | -------- | ----------- |
|      | Chi tiết |             |

| Bỉ | 4–1      | Ba Lan |
| -- | -------- | ------ |
|    | Chi tiết |        |

| Iran | 4–2      | Bỉ |
| ---- | -------- | -- |
|      | Chi tiết |    |

| Tây Ban Nha | 7–3      | Ba Lan |
| ----------- | -------- | ------ |
|             | Chi tiết |        |

### Vòng đấu loại trực tiếp
|  | Bán kết              | Bán kết |                      |   | Chung kết | Chung kết |
|  |                      |         |                      |   |           |           |
|  | 27 tháng 11 năm 1992 |         |                      |   |           |           |
|  |                      |         |                      |   |           |           |
|  | Brasil               | 4       |                      |   |           |           |
|  | Brasil               | 4       | 28 tháng 11 năm 1992 |   |           |           |
|  | Tây Ban Nha          | 1       |                      |   |           |           |
|  | Tây Ban Nha          | 1       | Brasil               | 4 |           |           |
|  | 27 tháng 11 năm 1992 |         | Brasil               | 4 |           |           |
|  |                      | Hoa Kỳ  | 1                    |   |           |           |
|  | Iran                 | Hoa Kỳ  | 1                    | 2 |           |           |
|  | Iran                 |         |                      | 2 |           |           |
|  | Hoa Kỳ               | 4       |                      |   |           |           |
|  | Hoa Kỳ               | 4       | Tranh hạng ba        |   |           |           |
|  |                      |         |                      |   |           |           |
|  | 28 tháng 11 năm 1992 |         |                      |   |           |           |
|  |                      |         |                      |   |           |           |
|  | Tây Ban Nha          | 9       |                      |   |           |           |
|  | Tây Ban Nha          | 9       |                      |   |           |           |
|  | Iran                 | 6       |                      |   |           |           |

#### Bán kết
| Brasil | 4–1      | Tây Ban Nha |
| ------ | -------- | ----------- |
|        | Chi tiết |             |

| Iran | 2–4      | Hoa Kỳ |
| ---- | -------- | ------ |
|      | Chi tiết |        |

#### Tranh hạng ba
| Iran | 6–9      | Tây Ban Nha |
| ---- | -------- | ----------- |
|      | Chi tiết |             |

#### Chung kết
| Brasil | 4–1      | Hoa Kỳ |
| ------ | -------- | ------ |
|        | Chi tiết |        |

## Vô địch
| Đội vô địch FIFA Futsal World Championships 1992 |
| ------------------------------------------------ |
| · Brasil · Lần thứ hai                           |

## Giải thưởng
| Chiếc giày vàng | Quả bóng vàng | Giải phong các |
| --------------- | ------------- | -------------- |
| Saeid Rajabi    | Jorginho      | Hoa Kỳ         |

| Chiếc giày bạc      | Quả bóng bạc |
| ------------------- | ------------ |
| Konstantin Eremenko | Alvaro       |